# Hemistola
Hemistola is een geslacht van vlinders van de familie spanners (Geometridae), uit de onderfamilie Geometrinae.

## Soorten
- H. acyra Prout, 1935
- H. aetherea Debauche, 1937
- H. alboneura Fletcher, 1961
- H. antigone Prout, 1917
- H. cinctigutta Prout, 1935
- H. christinaria Oberthür, 1916
- H. chrysoprasaria

Tere zomervlinder Esper, 1794
- H. detracta Walker, 1861
- H. dijuncta Walker, 1861
- H. directa Wiltshire, 1966
- H. efformata Warren, 1893
- H. ereuthopeza Prout, 1925
- H. euthes Prout, 1935
- H. flavicosta Inoue, 1982
- H. fletcheri Prout, 1935
- H. fulvimargo Inoue, 1978
- H. fuscimargo Prout, 1935
- H. hypnopoea Prout, 1926
- H. incommoda Prout, 1912
- H. inconcinnaria Leech, 1897
- H. intermedia Djakonov, 1926
- H. isommata Prout, 1935
- H. kezukai Inoue, 1978
- H. loxiaria Guenée, 1857
- H. malachitaria Prout, 1917
- H. monotona Inoue, 1983

- H. nemoriata Staudinger, 1897
- H. orbiculosa Inoue, 1978
- H. parallelaria Leech, 1897
- H. periphanes Prout, 1935
- H. rectilinea Warren, 1896
- H. rubricosta Prout, 1916
- H. rubrimargo Warren, 1893
- H. semialbida Prout, 1912
- H. siciliana Prout, 1935
- H. stathima Prout, 1935
- H. tenuilinea Alphéraky, 1897
- H. unicolor Thierry-Mieg, 1915
- H. veneta Butler, 1879
- H. zimmermanni Hedemann, 1879